# 藤井淳
藤井 淳（ふじい じゅん）は、日本テレビ放送網グローバルビジネス局IPビジネス部専門部長。

## 人物
- 1990年入社後、渡辺弘の下でバラエティ番組のAD、ディレクターとして活躍。
- その後人事部などを経て、当時の編成局（後の制作局→バラエティー局→制作局）のチーフディレクター兼プロデューサーとなり、主に音楽番組のプロデューサーや演出を手掛けていた。
- 2008年7月に当時の制作局チーフクリエイターに昇格し、土屋泰則が担当していた一部の番組を引き継いだ。
- 2010年7月からバラエティー局の担当チーフプロデューサーに昇進。
- 2011年7月から制作局バラエティーセンターに改組するが、2012年5月31日でバラエティーセンターが廃止になる。
- 2012年6月から制作局に改組。
- 2014年5月から大野彰作が担当していた一部の番組を引き継いだ。
- 2014年6月から福田博之が担当していた一部の番組を引き継いだ。
- 2014年12月からインターネット事業局インターネット事業部専門部長になったため担当番組を安岡喜郎、加藤幸二郎、森實陽三チーフプロデューサーが引き継いだ。
- 2019年6月から事業局IPビジネス部専門部長。
- 2020年10月から現職。

## 過去の担当番組

### ディレクター
- 平成あっぱれテレビ
- M-STAGE

### 総合演出
- つよチャン堂本舗

### プロデューサー
- スーパージョッキー
- 速報!歌の大辞テン
- アリゾナの魔法
- エンタの神様
- ミンナのテレビ
- 歌笑HOTヒット10
- ウタワラ

### 総合プロデューサー
- 24時間テレビ 「愛は地球を救う」（2000年・2002年・2005年・2006年・2007年プロデューサー、2008年総合プロデューサー）

### 演出・プロデューサー
- FUN
- マチャミの名曲100選

### チーフクリエイター
- THE M
- AKB0じ59ふん!
- 全力!Tunes
- 恋歌〜ラブソングス 紀香とマチャミが贈る愛と別れの名曲ベスト
- 弟子っちょピカ丸
- HAPPY Xmas SHOW
- 歌スタ!!
- 音楽戦士 MUSIC FIGHTER

### チーフプロデューサー
- AKB600sec.
- KAT-TUNの絶対マネたくなるTV
- クイズ80
- 音龍門
- ハッピーMusic
- Music Lovers
- せまソン♪
- 嵐にしやがれ
- 1番ソングSHOW
- アイドルの穴2014〜日テレジェニックを探せ!〜
- てんとうむChu!の世界をムチューにさせます宣言!
- NMB48 げいにん!!!3
- SKE48 エビショー!
- 読響Symphonic Live〜深夜の音楽会（月1回・水曜深夜）
- オトタビ
- NOGIBINGO!3
- 今夜くらべてみました
- AKBINGO!
- ミュージックドラゴン
- SKE48 エビカルチョ!
- 誰だって波瀾爆笑
- LIVE MONSTER
- 火曜サプライズ
- 読響シンフォニックライブ（月1回・水曜深夜）
- 日テレ系音楽の祭典 音楽のちから2012
- アンラッキー研究所
- うたゲーTOWN
- ミリオンヒットコンサート
- くりぃむしちゅーの最強アイドル大百科
- 世紀の和解SHOW
- 哀すべきエーッ!?な人 さまぁ〜ずカトゥーンサンドウィッチマン
- ビバ!!竜兵会システム ぜ〜んぶ忘れてイイ宴
- ものまねグランプリ
- うたうで! おどるで! THE カヴァ☆コラTV
- 好きになった人
- THE MUSIC DAY 音楽のちから
- 日テレ系音楽の祭典 ベストアーティスト
- カウントアップ 気になる数字を数えてみた

### エグゼクティブプロデューサー
- NMB48 げいにん!THE MOVIE リターンズ 卒業!お笑い青春ガールズ!!新たなる旅立ち

### 制作・プロデュース
- 虹のかけ橋

### 企画・プロデュース
- BE:FIRST TV